# Mortonagrion arthuri
Mortonagrion arthuri là một loài chuồn chuồn kim trong họ Coenagrionidae.
Loài này được xếp vào nhóm loài sắp bị đe dọa trong sách Đỏ của IUCN năm 2010.
Mortonagrion arthuri được miêu tả khoa học năm 1942 bởi Fraser.